# Sphyrospermum buxifolium
Sphyrospermum buxifolium är en ljungväxtart som beskrevs av Eduard Friedrich Poeppig och Endl. Sphyrospermum buxifolium ingår i släktet Sphyrospermum och familjen ljungväxter. Inga underarter finns listade i Catalogue of Life.